# جين رودس (مغنية)
جين رودس (بالفرنسية: Jane Rhodes)‏ هي مغنية ومغنية أوبرا فرنسية، ولدت في 13 مارس 1929 في باريس في فرنسا، وتوفيت في 7 مايو 2011 في نويي-سور-سين في فرنسا.

## وصلات خارجية
- جين رودس على موقع IMDb (الإنجليزية)
- جين رودس على موقع ميوزك برينز (الإنجليزية)
- جين رودس على موقع أول ميوزيك (الإنجليزية)
- جين رودس على موقع ديسكوغز (الإنجليزية)
- جين رودس على موقع قاعدة بيانات الفيلم (الإنجليزية)